# Onthophagus kleinei
Onthophagus kleinei là một loài bọ cánh cứng trong họ Bọ hung (Scarabaeidae).